# トッカンvs勤労商工会
『トッカンvs勤労商工会』（トッカンバーサスきんろうしょうこうかい）は早川書房から刊行された高殿円の職業小説。

## 概要
『トッカン -特別国税徴収官-』に続くトッカンシリーズ第二作。月刊誌『ミステリマガジン』で2011年2月号から6月号にかけて5編が連載され、2011年に書き下ろしの6編とエピローグを収録して単行本化。本作でぐー子と鏡に敵対する存在が登場し、税務署の天敵である団体「勤労商工会」に所属する弁護士・吹雪敦との対立が主軸となり、また自分が周囲に対して作り上げた「体裁」と自分の居場所を指す「すき間」が作中の根底のテーマとして描かれている。

## ストーリー
7月の人事異動があり、鈴宮深樹（通称：ぐー子）が勤務する京橋署は京橋中央署に名称が変更となった中、税務官4年目となったぐー子は上司の鏡の下以外にも一人で仕事を任されるようになるも、鏡がいないことで実力不足が顕れ、何をやるにも上手く出来ない現状に焦りを感じていた。そんな中、大衆食堂「からかわ」の主人が鏡に恫喝されて自殺に追い込まれたとして、遺族が鏡を告訴する準備に入っているという非常事態が京橋中央署に飛び交ってくる。その事を境に遺族を擁する税務署の天敵・勤労商工会による反税務署デモが展開され、ぐー子も鏡の身を案じるが、当の鏡は対応を国税局に任せ、自らが関わる事に消極的な態度だった。ぐー子は鏡のピンチに立ちあがったジョゼと里見と出会い、彼らから鏡の一件に裏があることを告げられる。
鏡を助けようと決意したぐー子だったが、徴収課が国税局の通達により免脱罪を担当していたため、「株式会社ホツマ」の計画倒産の阻止を引き受けることに。だが、普段常套句のように使う法律の壁がぐー子に立ち塞がり難航、計画倒産を巡る欠損の危機は新人の春路・署長の清里を巻き込んだ大掛かりな展開へと発展していく。
やがてぐー子はこれまでの出来事に関わってきた人達の「体裁」を目の当たりにしていく。

## 登場人物

### 京橋中央税務署
前作の「京橋税務署」が、管轄区域の人口増加により再編され、「京橋南税務署」の新設により名称が変わった。
鈴宮 深樹
特別国税徴収官・鏡付き（トッカン付き）。渾名は「ぐー子」。
上司の鏡の出身地である栃木県を東北と認識している。
鏡 雅愛
特別国税徴収官（通称「トッカン」）。国税局（所謂“本店”）からの出向組で、一見冷徹で強引な差し押さえの姿勢から「京橋中央署の死に神」と呼ばれている。
栃木県出身。愛郷心が強く、他人(特にぐー子)が出身地をけなすようなことを言うと、躍起になって反論する。
鍋島 木綿子
第一徴収部門の上席。主に夜の繁華街を中心に担当する「夜の担当班」。
釜池 亨
徴収第一部門徴収官。「ニートになりたい」が口癖のやる気を起こさないテンションの持ち主。
金子 長十郎
徴収課統括官。全日本ロールケーキ連盟会長。
錨の進言により、ホツマの計画倒産の件をぐー子に担当させた。
清里 肇
京橋中央税務署署長。7月の人事異動で定年退官になるところだったが、署内の問題解決の為、延期になった。
阿久津
京橋中央税務署副署長。
錦野 春路
第二徴収課徴収官。7月の人事異動で京橋中央署に配属された新人。渾名は「はるじい」。登山が趣味の山ガール。
実家は古美術商であるため、差し押さえ品に対する目利きが鋭い。
錨 貴理子
第二徴収課徴収官。34歳。7月の人事異動で立川から異動してきた。大学の同級生だったエリートの商社マンと結婚、高円寺の駅前マンションの最上階に住んでいる。ぐー子には鍋島とは対極的な存在として女子力の高さを窺わせている。

### ぐー子・鏡の関係者
本屋敷 真事
本屋敷法律事務所を営む弁護士。鏡の幼馴染で元お笑い芸人。通称「ジョゼ」で、彫りの深い顔立ちから自らをナポリターナを自称するが、生粋の栃木県人である。
里見 輝秋
鏡の幼馴染。本屋敷のボディーガードとして本屋敷と行動を共にする。
実は財務省のキャリア。京橋中央署の次期署長(鏡曰く『お上からの落下傘』)。
相沢 芽夢
ぐー子の友人。前作でぐー子と大喧嘩をして別れたが、再び仲良くなった。
鈴宮 益二郎
ぐー子の父親。神戸岡本で和菓子屋「すずみや」を営む。
奈須野 縞子
死んだ夫が遺した多額の滞納金を支払う老婦人。鏡を慕っている。
終盤において、事件解決のきっかけとなる重要な証言をする。

### 法曹関係者
吹雪 敦
勤労商工会顧問弁護士兼税理士・みんなの法律相談所代表。祖父は労働党の大物で、父は京都府議。目が大きいところから、ぐー子からは陰で「チワワ」と呼ばれる。
帯刀 周吾
東京地裁民事第20部書記官。冷静な法律遵守のスタンスで、ホツマの計画倒産阻止を担当するぐー子に法律の規定を理由にホツマの情報を開示しないなど非協力的な態度を見せる。
時雨沢 瑠璃
東京地裁民事第20部裁判官。清里とは顔見知りで、宝塚の男役のような中性的な容姿の女性。ホツマの破産についての案件を担当している。
前述の破産の件について、同時廃止をする予定だったが、ぐー子たちが計画倒産を裏付ける証拠を提出したため取りやめ、再び審尋を行うと決定した。

### 税金滞納者（関係者含む）

#### からかわ
唐川 成吉
人形町に構える大衆食堂「からかわ」店主。父の代より店を続け、近くの大手広告代理店のサラリーマン達に利用されていたが、その広告代理店が汐留に移転したことで客足が減り、店のリニューアルのための借金も返済できなくなり、税金も滞納していった。自宅で首を吊って自殺、その遺書には鏡に怒鳴られたあとで絶望を受けた旨の言葉が残されていた…。
唐川 詠子
成吉の妻。成吉の首吊り遺体を発見、その後吹雪に読みあげてもらった遺書で税務署への恨みを募らせ、鏡を訴えようとする。

### その他
堂柿 三津男
健康食品輸入会社「グリーンフーズ」を経営していた。ネット販売に失敗して、多額の負債を抱え倒産した。偏屈な性格で、国民年金しか収入がないことを理由に中々滞納金を支払う態度を見せない。現在は会社を経営していた商業ビルの二階を住居にしている。妻とは10年前に死別。
実は田舎から墓を移転する際、金庫つきの墓石を建て、その中に全財産を隠していたが、鏡によって墓石ごと差し押さえられた。
幾嶋 ツトム
インターネット広告業とプロバイダサービス関連の事業をしている「株式会社ホツマ」の真の社長。自身は対外的に役員となっており、代表取締役は別人の名前で登録している。ドロップシッピング詐欺の常習犯で、ネットや携帯関連で計6回ほど会社を倒産させて破産し、税金の支払いからも逃れてきたツブシ屋。